# Mariene provincie Oostelijke Koraaldriehoek
De Mariene provincie Oostelijke Koraaldriehoek (31) (Engels: Eastern Coral Triangle marine province) is een biogeografische provincie en ligt in het westen van de Grote Oceaan in het Marien rijk Centrale Indo-Pacific. De mariene provincie is vastgesteld door het World Wide Fund for Nature en The Nature Conservancy en is vernoemd naar de Koraaldriehoek.
In het zuidoosten en zuidwesten grenst het gebied aan de mariene provincie Tropische Zuidwestelijke Stille Oceaan (35), in het zuidwesten aan de mariene provincie Noordoost-Australische Plat (33), in het westen aan de mariene provincie Sahulplat (32) en in het noordwesten aan de mariene provincie Westelijke Koraaldriehoek (30).

## Geografie
De mariene provincie ligt voor de noordoost-, oost- en zuidoostkust van Papoea-Nieuw-Guinea en rond de Salomonseilanden.

## Biogeografie
Het gebied kent zeeleven dat houdt van tropische temperaturen.

## Mariene ecoregio's
Deze mariene provincie bestaat uit 4 mariene ecoregio's:
- Mariene ecoregio Bismarckzee (134)
- Mariene ecoregio Salomonarchipel (135)
- Mariene ecoregio Salomonzee (136)
- Mariene ecoregio Zuidoostelijk Papoea-Nieuw-Guinea (137)